# Батсумбэр
Батсумбэр (монг. Батсүмбэр) — сомон аймака Туве, Монголия.
Центр сомона — железнодорожная станция Мандал находится в 145 километрах от города Зуунмод и в 98 километрах от столицы страны — Улан-Батора.
Есть научно-исследовательская станция пчеловодства, школа, больница, центры культуры и обслуживания. Работает санаторий республиканского значения — Сугнугур.

## География
Территория сомона имеет гористую и степную поверхность, почва коричнево-чёрная или чернозём. Текут реки Баянгол, Сугнугур и Хуйн. Водятся олени, лоси, кабаны, медведи, косули, преимущественно растёт полевая и лесная растительность.
Климат сухой, континентальный. Средняя температура января −23°С, июля +20°С. Годовая норма осадков составляет 200—300 мм.
Имеются богатые запасы золота, железных руд, сырья для строительных материалов.